# Sennheiser
Sennheiser Electronic GmbH & Co. KG è un'azienda tedesca con sede a Wedemark-Wennebostel, nella regione di Hannover, specializzata nella produzione di apparecchiature audio professionali, tra cui microfoni, cuffie e altoparlanti. Altri settori sono la tecnologia wireless in ambito professionale, PA amplifier, audiologia, sistemi di comunicazione audio per veicoli e auricolari con microfono per IT.
Al gruppo appartengono il costruttore di microfoni Georg Neumann e il costruttore di diffusori acustici Klein und Hummel. Sennheiser produce in primis per l'industria musicale e ha distribuzione commerciale in tutto il mondo. Nel 2024 il gruppo contava 2 196 collaboratori, di cui circa la metà nella sola Germania. Il gruppo ha tre siti produttivi a Wennebostel, a Tullamore (Irlanda) e Albuquerque (Stati Uniti).

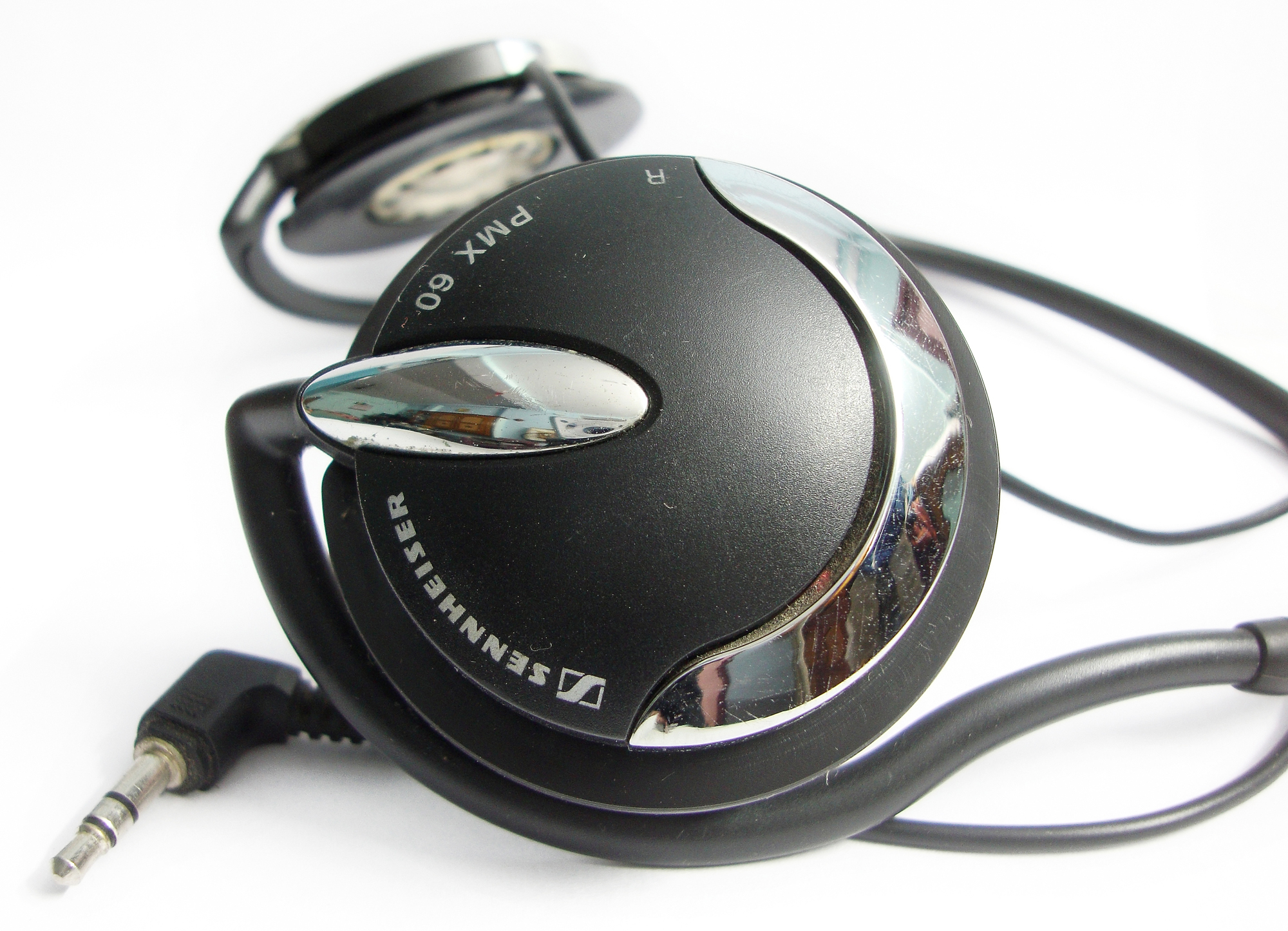
Sennheiser PMX 60

È membro dell'Istituto europeo per le norme di telecomunicazione (ETSI).

## Storia

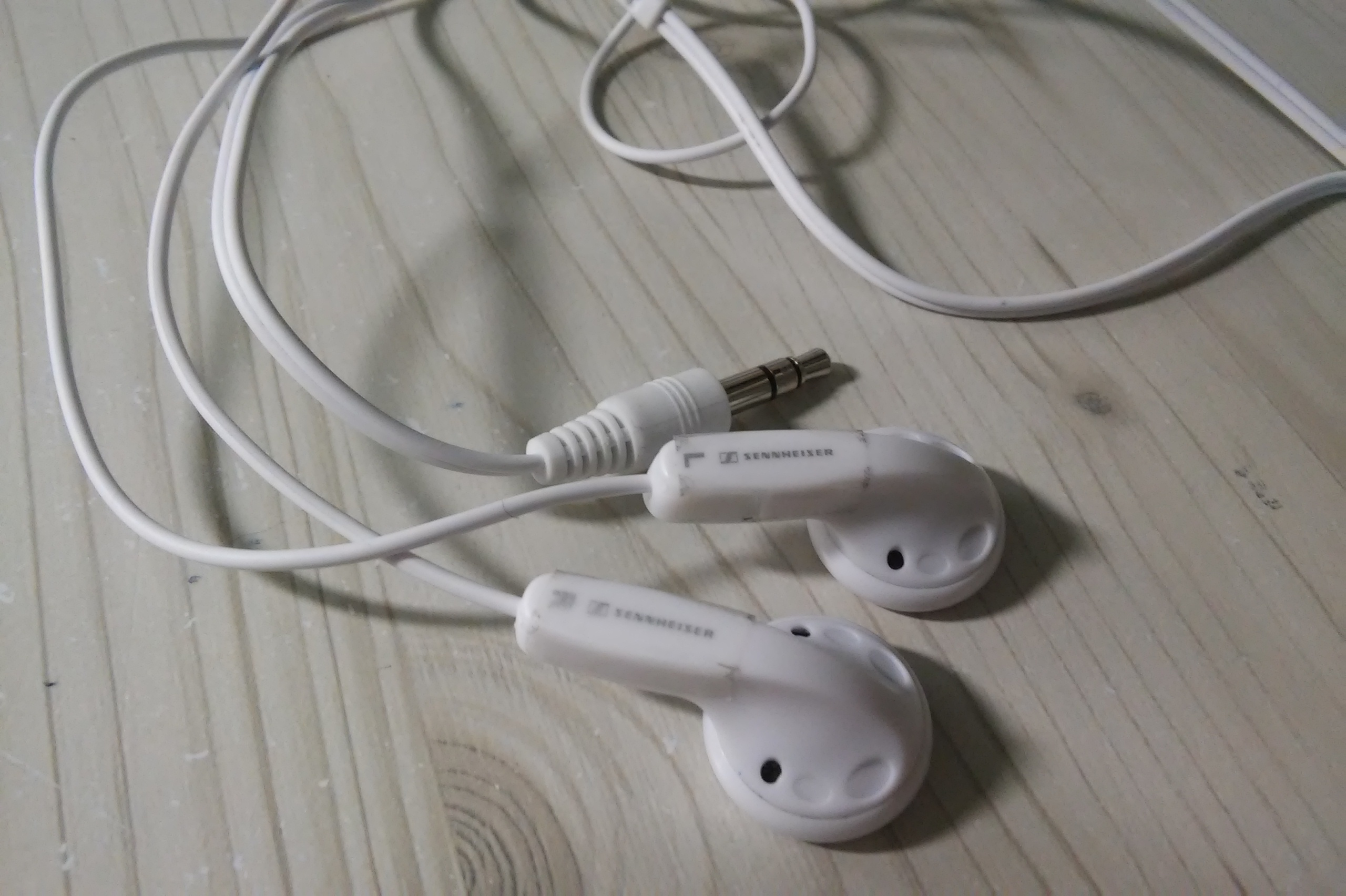
MX400ii auricolari Sennheiser

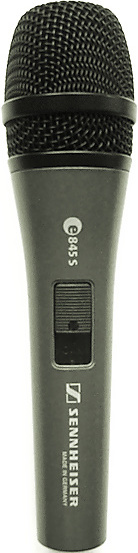
Microfono Sennheiser

L'azienda Sennheiser fu fondata il 1º giugno 1945 come Laboratorium Wennebostel (Labor W) da Fritz Sennheiser. Vicino a Wennebostel (a Kriegsschäden, nella Villa Hausmann) si trovava l'istituto di tecnica per l'alta frequenza e elettroacustica della Gottfried Wilhelm Leibniz Universität Hannover. Sul finire della seconda guerra mondiale alcuni collaboratori dell'istituto, provenienti da tutta la Germania, ritornarono in patria. Solo sette collaboratori erano originari della regione di Wennebostel.
Fritz Sennheiser decise, con i risparmi, di aprire un laboratorio. Tuttavia lui e i suoi collaboratori non poterono continuare a lavorare causa il divieto da parte degli Alleati. L'istituto per l'alta frequenza e elettroacustica lavorava durante la seconda guerra mondiale per la Wehrmacht nel ramo della crittografia. Dapprima la produzione consisteva in apparecchi elettrici, come voltmetri, il cui principale committente fu, fino alla fine della guerra, la Siemens. Ordinò gli strumenti prodotti da Labor W fino al 1946 (quando il laboratorio divenne Laboratorium Wennebostel) poi un microfono prodotto da un'azienda austriaca non venne più consegnato alla Siemens; Labor W sostituì il fornitore precedente con il prodotto "MD1".
Nel 1947 fu presentato da Labor W un'evoluzione del modello austriaco, "MD2", che fu il primo prodotto interamente sviluppato dall'azienda. La produzione aumentò sempre più negli anni. Nel 1949 nacque il primo Geofono.
Quattro anni più tardi il Laboratorium Wennebostel occupava 94 collaboratori. Nel 1956 venne sviluppato da Labor W il primo microfono direzionale; un anno dopo la gamma prodotti contava un centinaio di articoli diversi.
Anni dopo il "Laboratorium Wennebostel" divenne Sennheiser electronic, una vera industria con 450 dipendenti. Con il cambio di nome il marchio divenne da rafforzare. Sennheiser, fino ad allora fornitore per aziende leader come Siemens e Grundig, doveva sforzarsi di realizzare prodotti per il mercato privato, anche per ampliare il margine di guadagno che, nel commercio interaziendale, era ridotto. All'inizio degli anni 60 venne creato lo stabilimento Werkbänke di Burgdorf e Soltau. Nel 1958 Fritz Sennheiser divenne professore onorario alla TH Hannover in elettroacustica.
Nel 1965, Sennheiser divenne il più importante costruttore tedesco di microfoni. Venti anni dopo la fondazione, l'azienda conobbe la prima crisi provocata dalla concorrenza. Prodotti a basso costo dal Giappone sottrassero quote di mercato. La gamma prodotti venne rivista. Nel 1968, Sennheiser creò la prima cuffia aperta al mondo. Questo prodotto aumentò il comfort e fece, del settore, il core business dell'azienda. Negli anni 70, il 40% delle vendite era dato dall'export.

Le cuffie aperte Sennheiser, le prime al mondo (1968)

Nel 1973, Sennheiser divenne una Società in accomandita semplice. Fritz Sennheiser divenne Socio accomandatario, suo figlio Jörg, Socio accomandante e tre anni più tardi anche direttore tecnico. Nel 1977 la fabbrica di Soltau fu chiusa, la produzione venne trasferita a Burgdorf. Il 9 maggio 1982 Jörg Sennheiser assunse la guida dell'azienda, Fritz Sennheiser prese il posto di socio accomandante. Cinque anni più tardi, Fritz Sennheiser vinse un Oscar per il microfono direzionale MKH 816.
Sul finire degli anni'80 l'azienda soffrì della riduzione di vendite di cuffie, come leader nelle cuffie aperte. Sennheiser decise di aprire uno stabilimento produttivo in Irlanda. La fabbrica aprì nel gennaio 1991. Nello stesso anno l'azienda assunse il costruttore Georg Neumann di Berlino. Per risanare l'azienda berlinese la produzione venne trasferita nella sede madre di Wennebostel, le altre produzioni furono terminate.

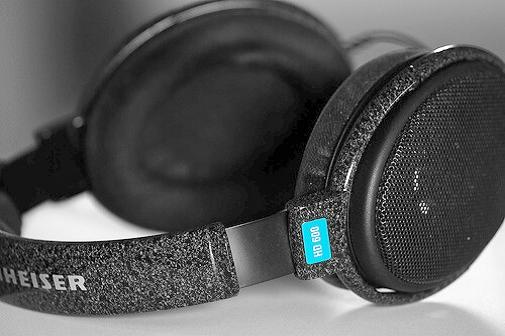
Le cuffie HD600

Agli inizi degli anni 90 venne presentata la Sennheiser Orpheus, la più costosa cuffia del mondo in edizione limitata numerata.
Nel 1996 ci fu un altro cambiamento societario da Kommanditgesellschaft a GmbH & Co. KG. Jörg Sennheiser divenne insieme a Stefan Exner e Rolf Meyer, guida dell'azienda. Fu vinto un Emmy Award per lo sviluppo dei microfoni direzionali, nello stesso anno. Nel 1997 Sennheiser stabilì a Burbank un centro ricerca e sviluppo. Nel 1998 e nel 1999 l'azienda vinse il premio Innovationspreis der deutschen Wirtschaft. Nel 1999 l'azienda sorella Georg Neumann vinse un Grammy Award. Nell'anno 2000 l'apertura del sito produttivo a Albuquerque (Nuovo Messico). Nel 2008 Daniel Sennheiser, nipote del fondatore, entra in azienda. Nel marzo 2010 anche in fratello Andreas Sennheiser.
Il 17 maggio 2010 Fritz Sennheiser muore, pochi giorni dopo il suo 98º compleanno.
Nel maggio del 2011 l'azienda ha stretto un accordo con Adidas AG per commercializzare i prodotti Sennheiser HD220, Sennheiser CX310 e Sennheiser OMX 680i Sports.
Nel 2021 Sennheiser viene acquisita dalla società svizzera Sonova, colosso nel campo degli apparecchi acustici.

## Produzione

### Stabilimenti
Sennheiser ha tre siti produttivi (ad agosto 2012). Il più vecchio è la sede a Wennebostel, nello stesso sito della fondazione del 1945. Attualmente vengono prodotti auricolari, microfoni, membrane per microfoni. È presente il centro ricerca e sviluppo così come l'amministrazione. A Wennebostel ci sono circa 1000 collaboratori.
Nel 1977 venne aperto un centro produttivo a Burgdorf, chiuso il 31 marzo 2010. La produzione fu trasferita nel sito principale di Wennebostel, in un nuovo edificio. Fino al marzo 2010 furono prodotti a Burgdorf apparecchi professionali e apparecchi acustici. La fabbrica occupava 350 collaboratori. Nel 1990 un terzo sito produttivo in Irlanda a Tullamore venne fondato. Qui la produzione è concentrata su auricolari. Altri prodotti sono l'assemblaggio di apparecchi acustici e per audiologia. Il sito irlandese è stato il primo al di fuori della Germania. Negli anni duemila, Sennheiser ha fondato un secondo stabilimento in Nuovo Messico a Albuquerque. Qui vengono prodotti microfoni per radio. Qui l'azienda fattura l'85% dell'export. Il sito produttivo è stato creto al fine di ridurre le fluttuazioni dei tassi di cambio ed essere competitivi nella zona del dollaro. Dal 1997 al 2003 a Burbank presso Los Angeles vi fu un centro ricerca e sviluppo dedicato al mercato nordamericano. Nel 2005 un altro centro ricerca e sviluppo fu creato a Palo Alto (California). Agli inizi del 2007 esiste un centro "Sennheiser Marketing e Sviluppo per auricolari" a Singapore. Due centri di assistenza a Georgsmarienhütte e Barleben.
Negli anni 90 Sennheiser ebbe, presso Shanghai, un sito produttivo per radiomicrofoni. Data la bassa qualità e la contraffazione dei prodotti, la produzione ritornò in Germania. Dal 1998 Sennheiser vende in Asia con un sito produttivo nel sud della Cina. I problemi legati alla falsificazione dei prodotti, sono gestiti da un Chinese Office nelle vicinanze del sito produttivo. Qui avvengono i controlli sul prodotto con collaboratori cinesi addestrati in Germania.